# Estados Unidos nos Jogos Pan-Americanos de 2011
Os Estados Unidos participaram dos Jogos Pan-Americanos de 2011 em Guadalajara, no México.

## Medalhas
| Atleta | Esporte              | Prova                            | Medalha |
| --- | -------------------- | -------------------------------- | ------- |
| Heather Irmiger | Ciclismo             | Cross-country feminino           | Ouro    |
| Brady Ellison Joe Fanchin Jake Kaminski                                                                                              | Tiro com arco        | Equipes masculino                | Ouro    |
| Brady Ellison | Tiro com arco        | Individual masculino             | Ouro    |
| Michael Gennaro Robert Otto | Remo                 | Dois sem masculino               | Ouro    |
| Derek Johnson Jason Read Robert Otto Joseph Spencer Stephen Kasprzyk Blaise Didier Matthew Wheeler Michael Gennaro Marcus McElhenney | Remo                 | Oito com masculino               | Ouro    |
| Margot Shumway | Remo                 | Skiff simples feminino           | Ouro    |
| Jennifer Goldsack | Remo                 | Skiff simples peso leve feminino | Ouro    |
| Chris Barnes Bill O'Neill | Boliche              | Duplas masculinas                | Ouro    |
| Kelly Kulick Liz Johnson | Boliche              | Duplas femininas                 | Ouro    |
| Jordan Burroughs | Lutas                | Livre até 74 kg masculino        | Ouro    |
| Heather Koehl Khatuna Lorig Miranda Leek                                                                                             | Tiro com arco        | Equipes feminino                 | Prata   |
| Miranda Leek | Tiro com arco        | Individual feminino              | Prata   |
| Catherine Reddick Megan Walsh | Remo                 | Skiff duplo feminino             | Prata   |
| Megan Smith Monica George | Remo                 | Dois sem feminino                | Prata   |
| Obenson Blance | Lutas                | Livre Até 55 kg masculino        | Prata   |
| Manuel Huerta | Triatlo              | Masculino                        | Prata   |
| Jeremiah Bishop | Ciclismo             | Cross-country masculino          | Bronze  |
| Michelle Sechser Chelsea Smith | Remo                 | Skiff suplo peso leve feminino   | Bronze  |
| Michelle Sechser Chelsea Smith Catherine Reddick Megan Walsh                                                                         | Remo                 | Skiff quádruplo feminino         | Bronze  |
| Amber Campbell | Atletismo            | Arremesso de martelo feminino    | Bronze  |
| Teyon Ware | Lutas                | Livre Até 66 kg masculino        | Bronze  |
| Chad Vaughn | Levantamento de peso | Masculino até 77 kg              | Bronze  |
| Kendrick Farris | Levantamento de peso | Masculino até 85 kg              | Bronze  |
| Donald Shankle | Levantamento de peso | Masculino até 105 kg             | Bronze  |

## Desempenho

### Atletismo
Feminino
| Atleta         | Prova                | Elim. | Elim. | Semifinal | Semifinal | Final   | Final |
| Atleta         | Prova                | Tempo | Pos.  | Tempo     | Pos.      | Tempo   | Pos.  |
| -------------- | -------------------- | ----- | ----- | --------- | --------- | ------- | ----- |
| Amber Campbell | Arremesso de martelo |       |       |           |           | 69m93cm |       |
| Keelin Godsey  | Arremesso de martelo |       |       |           |           | 67m84cm | 5º    |

### Badminton
| Atleta              | Evento               | 1ª fase                               | 2ª fase                             | Oitavas de final                     | Quartas de final       | Semifinais             | Final                  | Pos.        |
| Atleta              | Evento               | Adversário e resultado                | Adversário e resultado              | Adversário e resultado               | Adversário e resultado | Adversário e resultado | Adversário e resultado | Pos.        |
| ------------------- | -------------------- | ------------------------------------- | ----------------------------------- | ------------------------------------ | ---------------------- | ---------------------- | ---------------------- | ----------- |
| Sattawat Pongnairat | Individual masculino |                                       | BAR Valentin Bryan V 21-12, 21,12   | GUA Pedro Yang D 14-21, 21-13, 16-21 | Não avançou            | Não avançou            | Não avançou            | Não avançou |
| Iris Wang           | Individual feminino  | GUA Pamela Saravia V 21-11, 21-13     | SUR Crystal Leefmans V 21-10, 21-10 | CAN Michelle Li                      |                        |                        |                        |             |
| Rena Wang           | Individual feminino  | CUB Chaviano Maslianis V 21-10, 21-11 | BRA Luana Vicente V 21-18, 21-8     | PER Claudia Rivero                   |                        |                        |                        |             |

### Boliche
Duplas
| Atletas                   | Evento    | 1ª série | 1ª série | Final | Final |
| Atletas                   | Evento    | Res.     | Pos.     | Res.  | Pos.  |
| ------------------------- | --------- | -------- | -------- | ----- | ----- |
| Bill O'Neill Chris Barnes | Masculino | 2.607    | 1º       | 5.211 |       |
| Liz Johnson Kelly Kulick  | Feminino  | 2.586    | 1º       | 5.257 |       |

### Ciclismo

#### Estrada
| Atleta         | Evento                            | Final    | Final   |  |
| Atleta         | Evento                            | Tempo    | Posição |  |
| -------------- | --------------------------------- | -------- | ------- |  |
| Robin Farina   | Corrida em estrada feminino       | 2:18:23  | 9º      |  |
| Robin Farina   | Estrada contra o relógio feminino | 28:25.23 | 4º      |  |
| Alison Starnes | Estrada contra o relógio feminino | 28:26.47 | 5º      |  |

#### Moutain Bike
| Atleta           | Evento                  | Tempo   | Pos. |
| ---------------- | ----------------------- | ------- | ---- |
| Heather Irmiger  | Cross country feminino  | 1:09:55 |      |
| Jeremiah Bishop  | Cross country masculino | 1:32:41 |      |
| Stephen Ettinger | Cross country masculino | 1:44:55 | 13°  |

### Levantamento de peso
Masculino
| Atleta          | Categoria      | Resultado (kg) | Resultado (kg) | Resultado (kg) | Posição |
| Atleta          | Categoria      | Arranque       | Arremesso      | Total          | Posição |
| --------------- | -------------- | -------------- | -------------- | -------------- | ------- |
| Chad Vaughn     | Até 77 kg      | 147            | 179            | 326 kg         |         |
| Kendrick Farris | Até 85 kg      | 157            | 191            | 348 kg         |         |
| Jonathan North  | Até 94 kg      | 155            | 183            | 338 kg         | 4º      |
| Jared Fleming   | Até 94 kg      | 155            | 180            | 335 kg         | 5º      |
| Donald Shankle  | Até 105 kg     | 165            | 203            | 368 kg         |         |
| Patrick Mendes  | Mais de 105 kg | 175            | 205            | 389 kg         | 8º      |

Feminino
| Atleta              | Categoria     | Resultado (kg) | Resultado (kg) | Resultado (kg) | Posição |
| Atleta              | Categoria     | Arranque       | Arremesso      | Total          | Posição |
| ------------------- | ------------- | -------------- | -------------- | -------------- | ------- |
| Kelly Rexroad       | Até 48 kg     | 68             | 82             | 150 kg         | 7º      |
| Hillary Katzenmeier | Até 53 kg     | 75             | 100            | 175 kg         | 5º      |
| Danica Rue          | Até 69 kg     | 88             | 115            | 203 kg         | 5º      |
| Sarah Robles        | Mais de 75 kg | 112            | DNF            | DNF            | DNF     |
| Chioma Amaechi      | Mais de 75 kg | DNF            | DNF            | DNF            | DNF     |

### Lutas
Livre
| Atleta           | Evento              | Oitavas de final       | Quartas de final                | Semifinais                     | Repescagem ronda 1     | Repescagem ronda 2     | Final                                            | Pos. |
| Atleta           | Evento              | Adversário e resultado | Adversário e resultado          | Adversário e resultado         | Adversário e resultado | Adversário e resultado | Adversário e resultado                           | Pos. |
| ---------------- | ------------------- | ---------------------- | ------------------------------- | ------------------------------ | ---------------------- | ---------------------- | ------------------------------------------------ | ---- |
| Obenson Blance   | Até 55 kg masculino | Bye                    | CAN Steven Takahashi V 2-0, 6-0 |                                |                        |                        | DOM Juan Ramírez Beltre D 0-1, 1-2               |      |
| Teyon Ware       | Até 66 kg masculino | Bye                    | CAN Ryan Lue V 1-4, 1-0, 1-0    | CUB Livan Lopez D 0-5, 1-4     | Bye                    | Bye                    | Disputa do bronze: COL Edison Hurtado V 1-1, 4-1 |      |
| Jordan Burroughs | Até 74 kg masculino |                        | ECU Jose Mercado V 7-0, 6-0     | VEN Ricardo Roberty V 2-1, 1-1 |                        |                        | CUB Yunierki Blanco V 3-2, 3-2                   |      |

### Remo
| Atleta | Prova                            | Elim.   | Elim.     | Repescagem | Repescagem | Final   | Final         |
| Atleta | Prova                            | Tempo   | Pos.      | Tempo      | Pos.       | Tempo   | Pos.          |
| --- | -------------------------------- | ------- | --------- | ---------- | ---------- | ------- | ------------- |
| Kenneth Jurkowski | Skiff simples masculino          | 7:28.27 | 4º/bat. 1 | 7:20.52    | 1º/rep. 2  | 7:20.55 | 6º            |
| Daniel Urevick-Ackelseberg Andrew Quinn                                                                                              | Skiff duplo masculino            | 6:45.59 | 1º/bat. 1 |            |            | 6:39.40 | 4º            |
| Robert Duff Thomas Paradiso | Skiff duplo peso leve masculino  | 6:45.14 | 2º/bat. 1 | 6:44.44    | 1º/rep.1   | 6:30.85 | 4º            |
| Daniel Urevick-Ackelseberg Andrew Quinn Robert Duff Thomas Paradiso                                                                  | Skiff quádruplo masculino        | 6:31.46 | 5º/bat. 1 |            |            | 6:10.88 | 6º            |
| Michael Gennaro Roberto Otto | Dois sem masculino               | 6:45.85 | 1º/bat.2  | BYE        | BYE        | 6:47.07 |               |
| Jason Read Stephen Kasprzyk Matthew Wheeler Joseph Spencer                                                                           | Quatro sem masculino             | 6:07.43 | 2º/bat. 1 | 6:20.27    | 2º/rep. 1  | 6:07.85 | 5º            |
| Robert Milam Ryan Kirlin Frank Petrucci Joshua Gautreau                                                                              | Quatro sem peso leve masculino   | 6:33.93 | 4º/bat. 1 | 6:27.79    | 3º/rep. 1  | 6:18.62 | 7º/1º Final B |
| Derek Johnson Jason Read Robert Otto Joseph Spencer Stephen Kasprzyk Blaise Didier Matthew Wheeler Michael Gennaro Marcus McElhenney | Oito com masculino               | 6:02.21 | 1º/bat. 1 |            |            | 5:39.32 |               |
| Margot Shumway | Skiff simples feminino           | 7:57.97 | 3º/bat. 1 | 8:02.93    | 1º/rep. 1  | 7:53.05 |               |
| Jennifer Goldsack | Skiff simples peso leve feminino | 8:25.32 | 2º/bat. 2 | 8:02.48    | 1º/rep. 1  | 7:48.77 |               |
| Catherine Reddick Megan Walsh | Skiff duplo feminino             | 7:24.97 | 2º/bat. 2 | 7:23.52    | 1º/rep. 1  | 7:14.34 |               |
| Michelle Sechser Chelsea Smith | Skiff duplo peso leve feminino   | 7:23.67 | 1º/bat. 1 |            |            | 7:18.88 |               |
| Michelle Sechser Chelsea Smith Catherine Reddick Megan Walsh                                                                         | Skiff quádruplo feminino         | 7:02.71 | 3º/bat. 1 |            |            | 6:39.36 |               |
| Megan Smith Monica George | Dois sem feminino                | 7:31.72 | 1º/bat. 1 |            |            | 7:29.05 |               |

### Tiro com arco
| Atleta                                   | Evento               | Qualificatória | Qualificatória | Fase de 32                   | Oitavas de final          | Quartas de final          | Semifinais              | Final                        | Pos.        |
| Atleta                                   | Evento               | Pts.           | Pos.           | Adversário e resultado       | Adversário e resultado    | Adversário e resultado    | Adversário e resultado  | Adversário e resultado       | Pos.        |
| ---------------------------------------- | -------------------- | -------------- | -------------- | ---------------------------- | ------------------------- | ------------------------- | ----------------------- | ---------------------------- | ----------- |
| Brady Ellison                            | Individual masculino | 1201           | 1º             | ECU Diego Ramos V 7-1        | ESA Oscar Ticas V 6-0     | VEN Elias Malave V 6-0    | MEX Juan Serrano V 6-2  | CAN Crispin Duenas V 6-4     |             |
| Joe Fanchin                              | Individual masculino | 1324           | 5º             | VEN David Vilchez D 4-6      | Não avançou               | Não avançou               | Não avançou             | Não avançou                  | Não avançou |
| Jake Kaminski                            | Individual masculino | 1305           | 10º            | BRA Fabio Emilio V 6-0       | CAN Jay Lyon V 6-0        | CAN Crispin Duenas D 0-6  | Não avançou             | Não avançou                  | Não avançou |
| Brady Ellison Joe Fanchin Jake Kaminski  | Equipes masculinas   | 3895 PR        | 1º             |                              | BYE                       | ESA El Salvador V 224-220 | CUB Cuba V 227 PR-215   | MEX México V 220-210         |             |
| Miranda Leek                             | Individual feminino  | 1361           | 2º             | BRA Sophia Moraga V 6-0      | PUR Nadya Ruiz V 7-1      | CAN Kateri Vrakking V 6-2 | MEX Aida Roman V 6-2    | MEX Alejandra Valencia D 2-6 |             |
| Khatuna Lorig                            | Individual feminino  | 1326           | 4º             | COL Maria Echavarria V 6-2   | COL Paola Ramirez D 5-6   | Não avançou               | Não avançou             | Não avançou                  | Não avançou |
| Heather Koehl                            | Individual feminino  | 1269           | 10º            | CHI Murielle Deschamps V 6-5 | CAN Kateri Vrakking D 4-6 | Não avançou               | Não avançou             | Não avançou                  | Não avançou |
| Heather Koehl Khatuna Lorig Miranda Leek | Equipes femininas    | 3956           | 2º             |                              | BYE                       | CHI Chile V 202-201       | VEN Venezuela V 211-204 | MEX México D 204-215         |             |

### Triatlo
| Atleta           | Prova     | Natação | Ciclismo | Corrida | Total (incl. transições) | Pos. |
| ---------------- | --------- | ------- | -------- | ------- | ------------------------ | ---- |
| Mark Fretta      | Masculino | 18:23   | 57:13    | 39:47   | 1:56:08                  | 23º  |
| Matthew Charabot | Masculino | 18:19   | 57:19    | 33:34   | 1:50:58                  | 10º  |
| Manuel Huerta    | Masculino | 18:24   | 57:12    | 31:50   | 1:48:09                  |      |

### Voleibol
Feminino
| Equipe                                                                                       | Equipe | Fase de grupos                                             | Fase de grupos | Quartas                | Semifinal              | Final                  | Pos. |
| Equipe                                                                                       | Equipe | Adversário e resultado                                     | Pos.           | Adversário e resultado | Adversário e resultado | Adversário e resultado | Pos. |
| -------------------------------------------------------------------------------------------- | --- | ---------------------------------------------------------- | -------------- | ---------------------- | ---------------------- | ---------------------- | ---- |
| Kayla Banwarth Angela Forsett Cynthia Barbosa Regan Hood Cassidy Llichtman Courtney Thompson | Keao Burdine Tamari Miyashiro Lauren Gibbemeyer Alexandra Klineman Carli Loyd Jessica Jones Técnico:John Banachowski | PUR Porto Rico 3-0 25-17 25-18 25-14 CAN Canadá BRA Brasil |                |                        |                        |                        |      |

Masculino
| Equipe | Equipe | Fase de grupos                     | Fase de grupos | Quartas                | Semifinal              | Final                  | Pos. |
| Equipe | Equipe | Adversário e resultado             | Pos.           | Adversário e resultado | Adversário e resultado | Adversário e resultado | Pos. |
| ------ | ------ | ---------------------------------- | -------------- | ---------------------- | ---------------------- | ---------------------- | ---- |
|        |        | PUR Porto Rico PER Peru MEX México |                |                        |                        |                        |      |

Legenda
| Recorde mundial                  | Recorde mundial (World record)               |                       | Recorde africano                      | Recorde africano (African) |                                           | Q | Classificado por posição (Qualified) |
| Recorde dos Jogos Pan-Americanos | Recorde pan-americano (Pan-American record)  | Recorde da América    | Recorde da América (Americas)         | q                          | Classificado por melhor tempo (Qualified) |   |                                      |
| Melhor marca do ano              | Melhor marca do ano (World leading)          | Recorde asiático      | Recorde asiático (Asian)              | DNS                        | Não largou (Did not start)                |   |                                      |
| Recorde nacional                 | Recorde nacional (National record)           | Recorde europeu       | Recorde europeu (European)            | DNF                        | Não terminou (Did not finish)             |   |                                      |
| Recorde pessoal                  | Recorde pessoal do atleta (Personal best)    | Recorde da Oceania    | Recorde da Oceania (Oceania)          | DSQ / DQ                   | Desclassificado (Disqualified)            |   |                                      |
| Recorde da temporada             | Recorde da temporada do atleta (Season best) | Recorde sul-americano | Recorde sul-americano (South America) | NM                         | Sem marca (No mark)                       |   |                                      |